# Désulfuration
 (juillet 2019).
Si vous disposez d'ouvrages ou d'articles de référence ou si vous connaissez des sites web de qualité traitant du thème abordé ici, merci de compléter l'article en donnant les références utiles à sa vérifiabilité et en les liant à la section « Notes et références ».

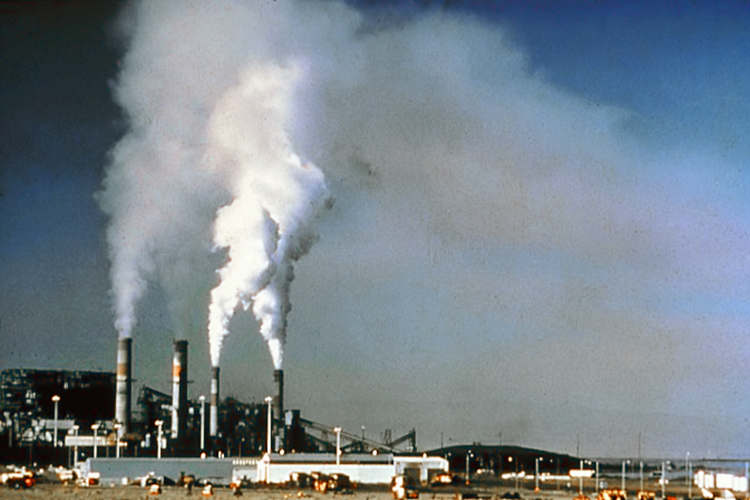
Avant l'installation d'un système de désulfuration, cette usine du Nouveau-Mexique était source d'une pollution de l'air très importante, par le dioxyde de soufre, source de pluies acides

Schéma d'un système d'absorption du soufre (avec production de gypse synthétique

La désulfuration est un procédé chimique servant à la réduction des dioxydes de soufre (SO2). 
Le dioxyde de soufre provient le plus souvent dans l’industrie de la combustion de combustibles fossiles tels que le charbon (taux de soufre entre 0,2 % et 4 %). La désulfuration concerne aussi la réduction en amont de la teneur en soufre des combustibles fossiles ou renouvelables comme le biogaz, sous forme d'hydrogène sulfuré. 
Si l'on décide de continuer à exploiter les ressources profondes et non conventionnelles de gaz, la désulfuration des gaz naturels devrait prendre de l'importance, car 40 % de gaz des réserves mondiales connues en 2005 et susceptibles d'être exploitées (plus de 73 millions de m³ ), sont acides ou ultra-acides et riches en H2S. Dans ces réserves, plus de 350 milliards de pieds cubes contiennent plus de 10 % de H2S.

## Procédés

### Chaux
Les procédés à la chaux sont utilisés dans l’industrie en métallurgie, sur les chaufferies et génératrices de grosse puissance fonctionnant au charbon, en incinération d’ordures ménagères. 

Ce sont principalement des installations de combustion qui sont soumises à autorisation préfectorale et dont les puissances dépassent le seuil de 20 MWth (mégawatt thermique). Elles sont soumises à une réglementation spécifique fixant les taux de rejets, en termes de SO2 notamment.
En post-combustion, ce procédé vise à faire réagir de la chaux sous forme de lait de chaux ou de chaux hydratée avec les gaz de combustion. Les réactions chimiques entrant en jeu sont les suivantes : 
- Réaction principale :

SO2 + CaCO3 + ½ H2O → CaSO3, ½ H2O + CO2
- Réaction partielle :

CaSO3, ½ H2O + 3/2 H2O + ½ O2 → CaSO4,2 H2O
Le sous-produit principal de ce procédé est un gypse synthétique qui peut alors être récupéré pour faire des plâtres spéciaux, particulièrement durs.
Ces réactions chimiques sont optimisées lorsque le milieu réactif est oxydant, c’est-à-dire qu’il présente une quantité importante de O2. D’autre part, en fonction du type de chaux utilisé, les températures optimales de réaction peuvent varier (entre 130 °C et 900 °C). Les chaux dites à Haute Surface Spécifique présentent un volume poreux important par rapport à des chaux dites classiques. Il semblerait que la qualité de la réaction chimique dépende linéairement de ce volume poreux mais les connaissances dans ce domaine restent pour le moment maigres.
Sur certaines installations de combustion, plusieurs points d’injection de chaux sont utilisés à différentes étapes du procédé de combustion, ce qui permet de profiter des différentes plages de températures optimales de réaction chimique. L’utilisation d’un filtre à manches augmente le rendement de désulfuration en augmentant le temps de contact entre les particules de chaux et les gaz contenant le SO2. Le surdosage nécessaire (rapport Ca/S molaire compris entre 2 et 8 en fonction de la chaux utilisée, de la qualité du procédé de désulfuration, de la concentration du produit et des taux d’émissions visés).

### Amines
Le traitement des gaz par les amines emploie une amine comme solvant pour une absorption chimique. Il a d'abord utilisé (industriellement dès 1957 à Lacq) le « DEA » ou Diéthanolamine, une molécule de la famille des s, puis le « MDEA » ou méthyl-diéthanolamine, une amine dite sélective, puis le « MDEA activé ». Une combinaison d'un solvant physique et d'une amine (déployée depuis 2008 à l'usine de Lacq) peut extraire du gaz des mercaptans, du sulfure d'hydrogène et du dioxyde de carbone. 

## Usages

### Gaz naturel
La désulfuration concerne aussi la réduction en amont de la teneur en soufre des combustibles fossiles (procédé d’adoucissement du gaz). En effet une quantité croissante de soufre, sous forme de H2S principalement, provient de l'extraction de certains gaz. C'est par exemple le cas du gaz de Lacq dans le sud-ouest de la France (composé de deux gaz acidifiants - 10 % de CO2 et 16 % d'hydrogène sulfuré - ce dernier étant toxique et corrosif) ; ou encore le gaz d'Elgin-Franklin en mer du Nord. Ces deux gaz sont dénommés par les anglophones sour and acid gas.
Le processus fait généralement appel à la technique de l’hydrotraitement : c’est une réaction chimique dont le but est de substituer des atomes d’hydrogène aux atomes de soufre à pression et température élevées. 
Le traitement des gaz par les amines est utilisé industriellement à Lacq à partir de 1957. Il emploie d'abord le « DEA » ou Diéthanolamine, une molécule de la famille des amines, puis le « MDEA » ou méthyl-diéthanolamine, une amine dite sélective, puis le « MDEA activé », un solvant du soufre utilisé depuis 1990 à Lacq. Depuis 2008, une formulation hybride composée d'un solvant physique et d'une amine capte les mercaptans, le sulfure d'hydrogène et le dioxyde de carbone.

### Biogaz
Le sulfure d'hydrogène est un des contaminants les plus courants du biogaz brut en sortie de digesteur, avec des teneurs variant de 0 à 4 000 ppm en volume. La désulfuration est le plus souvent effectuée au moyen de charbon actif. Elle est nécessaire avant toute opération de valorisation du biogaz (production d'électricité ou épuration en biométhane). D'autres méthodes incluent la précipitation du soufre dans le digesteur et l'oxydation biologique ou chimique.

## Désulfuration et mercure
Le gypse issu de la désulfuration de gaz industriels de combustion piège du mercure lors de sa formation. 
Or, ce gypse est utilisé dans la fabrication de panneaux muraux de plâtre. Selon Heebink et Hassett (2005), dans certaines conditions de fabrication de panneaux de plâtre, ce gypse peut relarguer du mercure (par exemple à des températures de 150 à 180 °C). Et, selon qu'un procédé de calcination flash est utilisé ou une calcination en cuve, le potentiel de rejet de mercure pourrait varier de plusieurs ordres de grandeur. Les mesures dans des installations de production réelles sont essentielles pour développer une réponse valable à la question de la libération de mercure lors de la production de plaques de plâtre FGD.